# Pavlíkov
Městys Pavlíkov (německy Paulshof) se nachází v okrese Rakovník ve Středočeském kraji, zhruba pět kilometrů jižně od Rakovníka, na západním okraji chráněné krajinné oblasti Křivoklátsko. K obci kromě samotného Pavlíkova patří vesnice Chlum, Ryšín, Skřivaň a Tytry. Celkem v nich žije zde přibližně 1 100 obyvatel.

## Historie
Vesnice byla založena někdy ve 13. či počátkem 14. století, snad před rokem 1341, za vlády Jana Lucemburského. První písemná zmínka o obci (Pawlicow) pochází z roku 1422. Do roku 1585 zde bylo manství, náležící k hradu Křivoklát.
Obec je od roku 2000 členem sdružení obcí Balkán se sídlem ve Slabcích, vzniklého v roce 1999. Mikroregion leží na jihu okresu Rakovník a jihovýchodní částí zasahuje i do chráněné krajinné oblasti Křivoklátsko.
Od 29. května 2007 je Pavlíkov městysem.

### Územně správní začlenění
Dějiny územněsprávního začleňování zahrnují období od roku 1850 do současnosti. V chronologickém přehledu je uvedena územně administrativní příslušnost obce v roce, kdy ke změně došlo:
- 1850 země česká, kraj Praha, politický i soudní okres Rakovník[5]
- 1855 země česká, kraj Praha, soudní okres Rakovník
- 1868 země česká, politický i soudní okres Rakovník
- 1939 země česká, Oberlandrat Kladno, politický i soudní okres Rakovník[6]
- 1942 země česká, Oberlandrat Praha, politický i soudní okres Rakovník[7]
- 1945 země česká, správní i soudní okres Rakovník[8]
- 1949 Pražský kraj, okres Rakovník[9]
- 1960 Středočeský kraj, okres Rakovník
- 2003 Středočeský kraj, obec s rozšířenou působností Rakovník

### Rok 1932
V obci Pavlíkov (833 obyvatel, poštovní úřad, telegrafní úřad, telefonní úřad, četnická stanice, sbor dobrovolných hasičů) byly v roce 1932 evidovány tyto živnosti a obchody: cihelna, družstvo pro rozvod elektrické energie v Pavlíkově, holič, hospodářské strojní družstvo pro Pavlíkov, 5 hostinců, kolář, dělnický konsum, 2 kováři, 2 krejčí, obuvník, pekař, 2 porodní asistentky, 6 rolníků, 2 řezníci, sedlář, 4 obchody se smíšeným zbožím, spořitelní a záložní spolek pro Pavlíkov, školka, švadlena, trafika, truhlář, velkostatek, zámečník.

## Části obce
Městys Pavlíkov se skládá z pěti částí na pěti katastrálních územích:
- Pavlíkov (i název k. ú.)
- Chlum (k. ú. Chlum u Rakovníka)
- Ryšín (i název k. ú.)
- Skřivaň (i název k. ú.)
- Tytry (i název k. ú.)

Z hlediska římskokatolické správy obec spadá do farnosti Petrovice u Rakovníka, ale její část Ryšín do farnosti Rakovník.

## Doprava
Obcí prochází silnice II/233 Rakovník – Plzeň. Železniční trať ani stanice v katastru Pavlíkova samotného nejsou. Nejbližší železniční zastávkou je Chlum u Rakovníka na katastru místní části Chlum na trati z Berouna do Rakovníka, vzdálená od Pavlíkova 3,5 kilometru severovýchodně. Ve vzdálenosti čtyř kilometrů severozápadně leží železniční stanice Lubná na trati Rakovník–Kralovice.

## Pamětihodnosti
- Kostel svaté Kateřiny – jednolodní stavba, nachází se na návsi vedle budovy pošty a obecního úřadu, postaven roku 1776 za přispění Karla Egona Fürsternberka na místě, kde stávala kaple svatého Vojtěcha zmiňovaná ve 14. století. Kostel byl vysvěcen 19. září 1785 a neslouží náboženským účelům. Rekonstruován byl nejnověji roku 1990.
- Muzeum historických motocyklů

## Osobnosti
- Ladislav Truksa, profesor MFF UK, zakladatel výuky matematické statistiky
- Rudolf Jirkovský, profesor (Vysoká škola báňská v Ostravě)
- Jiří Čadek, prvoligový fotbalista Dukly Praha a člen reprezentace
- Jiří Anderle, malíř a grafik. Jeho obrazy byly od roku 2003 vystaveny v pražské Péllově vile. V roce 2014 byla expozice z Pelléovy vily přemístěna do nové galerie v Pavlíkově.[12][13]